# Somewhere with You
«Somewhere with You» (с англ. — «Где-то с тобой») — песня американского кантри-певца и автора-исполнителя Кенни Чесни, вышедшая 8 ноября 2010 года в качестве второго сингла из его 13-го студийного альбома Hemingway’s Whiskey (2010) на лейбле BNA Records. «Somewhere with You» — песня, написанная Шейном МакАналли и Джей Ти Хардингом. В январе-феврале 2011 года песня достигла первого места в американском чарте Billboard Hot Country Songs, где лидировала 3 недели.

## История
В интервью Country Music Television Чесни сказал про песню: «Она такая разная, но я все равно чувствовал, что это действительно я. Я чувствовал, что мелодически она совершенно другая и сексуальная». В интервью Billboard Чесни сказал: «Это песня об измученной душе. Если ты с кем-то встречаешься, у тебя были отношения, но по какой-то причине она ушла или ты ушел. И ты не обязательно вступаешь в другие отношения, но ты с кем-то ещё, только начинаешь что-то с кем-то еще. Пытаться балансировать между этими двумя мирами очень сложно».

## Отзывы
Песня получила положительные отзывы музыкальных критиков. Уитни Пасторек из Entertainment Weekly отметила, что в песне «есть убедительная мрачная вибрация, которую Чесни следует использовать чаще». Джон Караманика из The New York Times считает, что припев «ничего так не напоминает, как Bee Gees». Рик Мур из American Songwriter назвал песню одной из «самых ярких моментов» альбома.

## Чарты
Песня «Somewhere with You» дебютировала на 35-м месте в американском хит-параде Billboard Hot Country Songs за неделю, закончившуюся 6 ноября 2010 года. Песня достигла первого места за неделю, закончившуюся 29 января 2011 года, и удерживала эту позицию в течение трёх недель.
На неделе 19 марта 2011 года песня вошла в чарт Adult Contemporary под номером 26.
По состоянию на июнь 2011 года, песня была продана тиражом более 1 000 000 копий в США.
| Чарт (2010—2011)                    | Высшая позиция |
| ----------------------------------- | -------------- |
| Канада (Billboard Canadian Hot 100) | 52             |
| Канада (Billboard Country)          | 1              |
| США (Billboard Hot 100)             | 31             |
| США (Billboard Adult Contemporary)  | 15             |
| США (Billboard Hot Country Songs)   | 1              |

| Чарт (2011)                       | Позиция |
| --------------------------------- | ------- |
| US Adult Contemporary (Billboard) | 39      |
| US Country Songs (Billboard)      | 31      |

| Чарт (2010—2019)                 | Позиция |
| -------------------------------- | ------- |
| US Hot Country Songs (Billboard) | 44      |

## Сертификации
| Регион                                                                      | Сертификация  | Продажи   |
| --------------------------------------------------------------------------- | ------------- | --------- |
| США (RIAA)                                                                  | 3× Платиновый | 3 000 000 |
| Данные о продажах + прослушиваниях приведены только на основе сертификации. |               |           |